# Omar Khlifi
Omar Khlifi, of Omar Khélifi, (Soliman, 16 maart 1934 – 30 december 2017) was een Tunesisch filmregisseur, scenarioschrijver en filmproducent.

## Loopbaan
Als autodidact maakte Khlifi in de jaren zestig een twaalftal korte en middellange films. In 1966 maakte hij zijn eerste lange speelfilm. Al Fajr (de dageraad), in zwart-wit op 35mm-film, was tevens de eerste Tunesische avondvullende film sinds de onafhankelijkheid van het land. Bij het maken van deze film kreeg hij advies van Tahar Cheriaa, die hem ook financierde.
Drie van zijn andere films nam hij op met zijn eigen filmmaatschappij, die hij in 1960 oprichtte.
Khlifi was een actief lid van de Tunesische beweging van amateurfilmers (mouvement tunisien des cinéastes amateurs, MTCA). Als pionier van de Noord-Afrikaanse film publiceerde hij in 1970 een boek over de oorsprong van de Tunesische cinema: L'histoire du cinéma en Tunisie (1896-1970).
In november 2016 werd hij gedecoreerd als “grand officier de l’Ordre tunisien du mérite culturel”.
Hij overleed eind 2017 op 83-jarige leeftijd.

## Filmografie (lange films)
- 1966: Al Fajr (de dageraad) (regie)
- 1968: Le Rebelle (de opstandeling) (regie en scenario)
- 1970: Les Fellagas (de vrijheidsstrijders) (regie en scenario)
- 1972: Sourakh (gebrul) (regie en scenario)
- 1986: Le Défi (de uitdaging) (regie, scenario en productie)

- Biblioteca Nacional de España: XX1330722
- Bibliothèque nationale de France: cb12081689k (data)
- International Standard Name Identifier: 0000 0000 6643 0418
- Library of Congress Control Number: n97015649
- Nationale bibliotheek van Australië: 35653987
- Réseau des bibliothèques de Suisse occidentale: 02-A003452375
- Système universitaire de documentation: 029125839
- Trove: 1028460
- Virtual International Authority File: 27090720
- WorldCat: E39PBJdGR8tMPDVG8MCYR7x4bd